# Margita Figuli

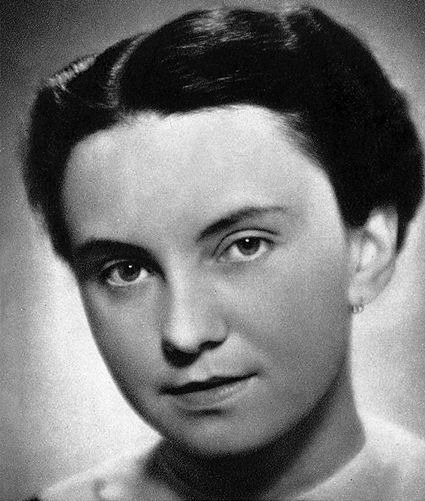
Margita Figuli

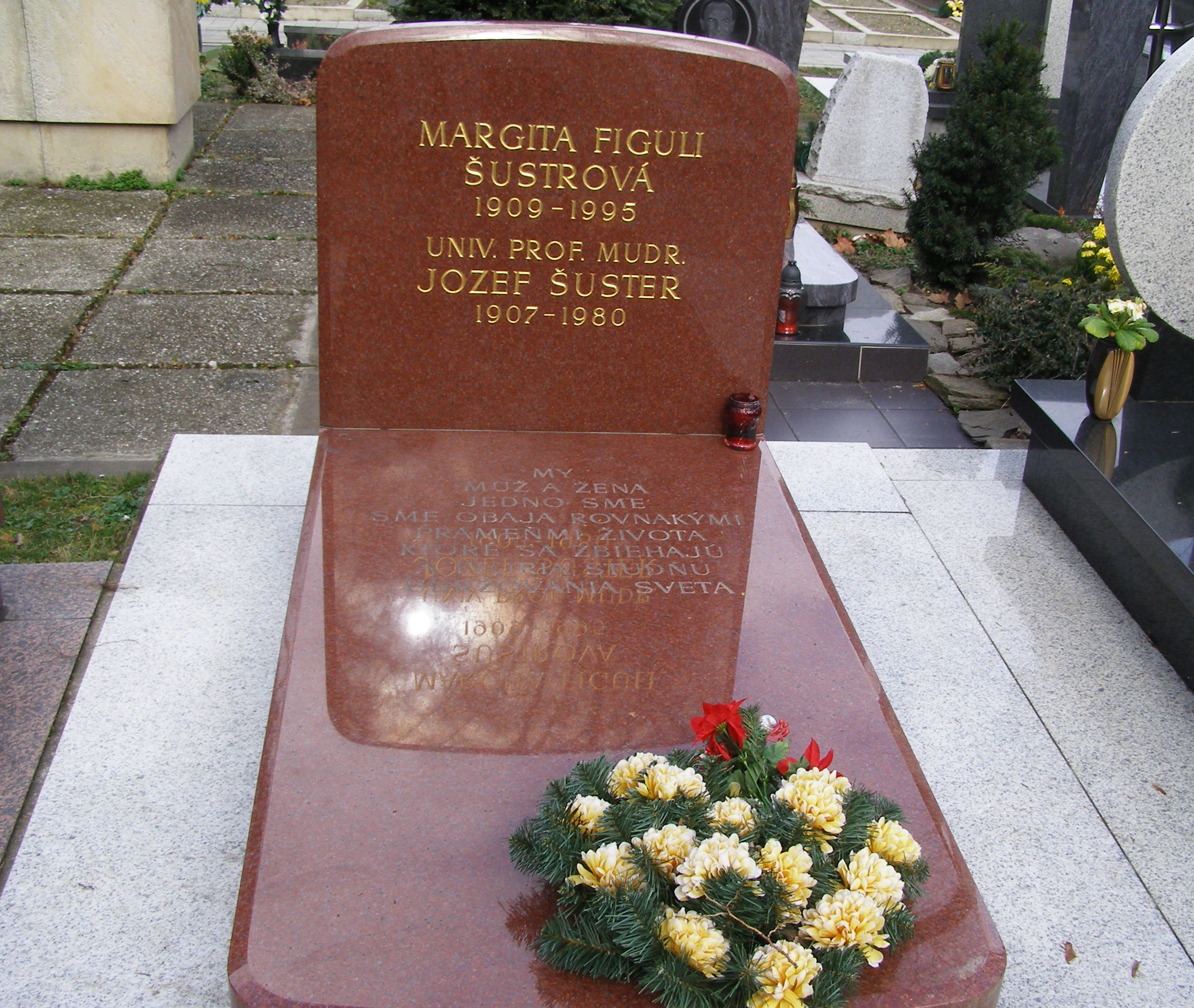
Grab von Margita Figuli am Friedhof Slávičie údolie in Bratislava

Margita Figuli (* 2. Oktober 1909 in Vyšný Kubín, Österreich-Ungarn; † 27. März 1995 in Bratislava, Slowakei; Pseudonyme: Morena, Oľga Morena) war eine slowakische Schriftstellerin, Übersetzerin und Kinderliteraturautorin.

## Leben
Figuli kam zur Welt in einer Bauernfamilie und wurde im Heimatort Vyšný Kubín, dann in Dolný Kubín und Banská Bystrica beschult. Ihr Versuch, in Prag Malerei zu studieren, scheiterte jedoch. Von 1928 bis 1941 arbeitete sie bei Tatra Banka als englischsprachige Korrespondentin, bis sie 1941 aus politischen Gründen entlassen wurde und sie sich danach nur der Literatur widmete.
Für ihren Gesamtwerk erhielt sie 1964 den Titel zaslúžilá umelkyňa („verdiente Künstlerin“), 1974 dann den höheren Titel národná umelkyňa („nationale Künstlerin“). Beide Titel wurde aber nach der Samtenen Revolution im Jahr 1990 per Gesetz aufgehoben.

## Werke
Figuli ist eine Darstellerin des slowakischen Naturalismus und schrieb Novellen und Romane. Sie publizierte schon seit 1930 in der Zeitschrift Slovenská nedeľa und später in Zeitschriften Elán, Slovenské pohľady, Živena und weitere. In der früheren Werken sind Themen aus dem Rand der Gesellschaft vertreten, später sind es Liebe, Mitleid und aktuelle Gesellschaftsprobleme. Daneben übersetzte sie manchmal tschechische Autoren (Karel Čapek, Karel Jaromír Erben u. a.).
Einige ihrer Werke wurden auch ins Deutsche und in andere Sprachen übersetzt.

### Prosa
- 1932 – List od otca (Brief vom Vater)
- 1936 – Uzlík tepla (Bündel der Wärme), Zusammenarbeit mit Koloman Sokol
- 1937 – Pokušenie (Versuchung), Sammlung 10 Novellen (von Ján Smrek komponiert)
- 1938 – Čierny býk (Schwarzer Stier)
- 1940 – Olovený vták (Bleivogel), pazifistische Novelle als Protest gegen den Krieg
- 1940 – Tri gaštanové kone (Drei Kastanienpferde), Novelle
- 1942 – Tri noci a tri sny (Drei Nächte und drei Träume)
- 1946 – Babylon, 4-bändiger Roman
- 1949 – Zuzana, Roman-Fragment
- 1969 – Životopisné legendy (Biographische Legenden)
- 1973 – Rebeka
- 1974 – Vietor v nás (Wind in uns), Roman
- Vlci v dolinách (Wölfe in Tälern), nicht fertiggestellter Roman

### Kinderliteratur
- 1956 – Mladosť (Jugend)
- 1963 – Môj prvý list (Mein erster Brief)
- 1964 – Ariadnina niť (Ariadnas Garn)
- 1980 – Balada o Jurovi Jánošíkovi (Ballade über Juraj Jánošík)